# Coloradia
Coloradia (лат.) — род чешуекрылых из семейства павлиноглазок и подсемейства Ceratocampinae.

## Систематика
В состав рода входят:
- Coloradia casanovai (Beutelspacher, 1993) — Мексика
- Coloradia doris Barnes, 1900 — Скалистые горы
- Coloradia euphrosyne Dyar, 1912 — Мексика
- Coloradia hoffmanni Beutelspacher, 1978 — Мексика
- Coloradia luski Barnes & Benjamin, 1926 — Аризона, Нью-Мексико, Колорадо
- Coloradia pandora Blake, 1863 — север и запад Соединённых Штатов, Мексика
- Coloradia prchali Lemaire & Smith, 1992 — Мексика
- Coloradia vazquezae Beutelspacher, 1978 — Мексика
- Coloradia velda Johnson & Walter, 1981 — Калифорния